# 東京都立北多摩高等学校
東京都立北多摩高等学校（とうきょうとりつ きたたまこうとうがっこう）は、東京都立川市曙町三丁目にかつて存在した東京都立高等学校。

## 概要
通称は「北多摩」（きたたま）。町田高校・武蔵野北高校・三鷹高校と共に、多摩地域の2番手進学校としての地位にあった。
立川市立の商業高校としての創立が始まりである。のちに都立に移管し北多摩高等学校となった。その後、商業科は廃止され、普通科の全日制のみとなった。生徒は青梅線・東大和・武蔵村山方面の生徒が多かった。
2008年度、同敷地に立川国際中等教育学校が開校したため、北多摩高等学校の生徒募集は2010年度以降は行われず、2013年3月末をもって閉校した。北多摩高等学校卒業生の証明書発行等の事務は、立川国際中等教育学校が引き継いでいる。

## 沿革
- 1948年 - 定時制の立川青年学校設立。
- 1950年 - 立川市立高等学校に改称。
- 1956年 - 都立に移管。東京都立北多摩高等学校と改称。
- 1967年 - 学校群制度導入。昭和高校と73群を組む。
- 1982年 - 学区改編、グループ合同選抜制度導入により、第八学区・81グループに所属。
- 1992年 - 国立市側に新校舎完成。
- 1994年 - グループ制解除、単独選抜となる。
- 2000年 - 全日制が全学区受験可になり国立市からも受験可能になる。
- 2004年 - 定時制課程募集停止。
- 2008年 - 定時制閉課程。
- 2013年 - 閉校｡

## 教育目標
- 創造性にとみ、個性豊かな人を育てる
- 生涯にわたり、自ら学び心身をきたえる人を育てる
- 広い視野に立ち、国際社会の一員としての自覚と責任をもつ人を育てる

## 中高一貫校
都立高校の改革の一環として、中高一貫校の設置が進められた。既存の高校の敷地・設備を利用し、中学校・高等学校の6年制の学校に改める、というものである。多摩地区では本校の他に武蔵（2008年度に附属中学校開校）、南多摩（2010年度開校、母体は南多摩高等学校）、三鷹（2010年度開校、母体は三鷹高等学校）の4校が対象となっている。（附属中学校を併設するのではなく）中等教育学校となる場合、敷地内に中等教育学校を「新規に開校」し、6年後に母体校が閉校となるため、本校OBや関係者の一部では、母体校の伝統がどれだけ引き継がれるのかに関心が持たれている。立川国際中等教育学校では、本校と同じ校歌を引き継ぐ他、校章デザインも本校のデザインを基調としたもの（高等学校を示す「高」の部分を立川国際を示す「飾り文字のTK」に置き換えたもの）となっており、本校の伝統を引き継ごうとする方向性が打ち出されている。

## 部活動
部活動は、陸上、女子ラクロス部などが有名。
吹奏楽部は都大会金賞。

## 交通
- JR中央線・南武線・青梅線立川駅 徒歩18分またはバス12分「北多摩高校前」下車

## 著名な出身者
- 橋本弘山（羽村市長）
- 吉田都（バレリーナ）
- 本村凌二（歴史学者）
- 和栗由紀夫（舞踏家）
- 石母田史朗（俳優、声優）
- 高橋宏樹（作曲家）
- 小林和生（ベーシスト・元RCサクセション）
- 谷津矢車（小説家）
- 加藤マニ（映像監督）
- 堤博明（ギタリスト）
- 荒木友輔（プロフェッショナルレフェリー）
- 杉本麻衣佳 (ファッションモデル)